# IAE V2500

V2500 motorizando un Airbus A320 de Qatar Airways.

El V2500 es un turbofán que proporciona potencia de empuje a los aviones de la familia Airbus A320 (A320, A321, A319 y el Airbus Corporate Jet), el McDonnell Douglas MD-90 y, más recientemente, el Embraer KC-390. La letra "V" en número romano simboliza las cinco compañías que se unieron originalmente para la fabricación del motor, entre ellas Rolls-Royce, Japan Aero Engines, Pratt & Whitney, la alemana MTU Aero Engines y Fiat Avio.

## Desarrollo
International Aero Engines es actualmente un consorcio de sólo cuatro fabricantes de motores, creado en 1983 para producir el motor (FIAT se retiró posteriormente). Las compañías y sus responsabilidades en el programa son:
- Pratt & Whitney - inyección y turbina de alta presión
- Rolls-Royce - compresor de alta presión
- Japanese Aero Engines Corporation - Fan y compresor de baja presión
- MTU Aero Engines - turbina de baja presión

La certificación de vuelo de la FAA para el V2500 fue otorgada en 1988.
El V2500 incorpora tecnologías desarrolladas por una de las compañías en motores como el Rolls-Royce RB211 con sus álabes o el Pratt & Whitney PW4000 del que sale el carburador "muro flotante". La tecnología del compresor de alta presión de diez etapas procede del Rolls-Royce RC34B, iniciado en los sesenta.
La Japanese Aero Engines Corporation inicialmente colaboró con Rolls-Royce a finales de los setenta para desarrollar el RJ500 de 9.080 kgf (89 kN) de empuje para uno de los aviones comerciales más exitosos, el Boeing 737-300, pero el programa RJ500 fue cancelado a comienzos de los ochenta, tras las pruebas fallidas de dos de estos. 
En 1982, se prestó atención al desarrollo de un motor de 11.350 kgf (111 kN) de empuje para el mercado de aviones de unas 150 plazas.
El motor recibió originalmente el nombre de RJ500-35, pero cuando Pratt & Whitney, MTU y FIAT entraron a formar parte del consorcio se rebautizó como V2500. La V denota los cinco participantes originales del proyecto, mientras que el 2500 simboliza el nivel de empuje inicial de 11.350 kgf (111 kN). FIAT más tarde abandonó el consorcio. 
El V2500 es un motor mucho más avanzado que el RJ500. El fan es ligeramente más grande en cuanto a diámetro. Debido al elevado paso de la conducción se han instalado dos etapas en la turbina de baja presión.
Más de 1.300 motores V2500 han dotado a diversos aviones entregados (julio de 2006 - Datos de IAE), acumulando más de 40 millones de horas de vuelo. Los 135 clientes del IAE incluyen a grandes compañías internacionales y regionales. En 2003 el porcentaje del IAE para el A320 alcanzaba el 83%, IAE ganando un 56% de mercado desde 1998 en esta familia. En comparación, el CFM56-5 motoriza a 1.600 aviones de la familia A320 (Oct 2006) actualmente en servicio con 130 operadores, acumulando 50 millones de horas de vuelo y 30 millones de ciclos. El designador de Airbus para cualquier avión equipado con motores IAE es "3"; ejemplos: A319-131 o A320-232.
El grupo IAE no ha ofrecido un motor para el Airbus A318, dejando este mercado al CFM International CFM56 y al Pratt & Whitney PW6000.

## Variantes

### V2500-A1
La primera versión que entró en servicio. Tiene reputación en la industria de mantenimiento por ser el "más engorroso" de los dos, teniendo un mayor número de piezas que la variante A5.

### V2533-A5
Se introdujo una cuarta etapa en la configuración básica del motor para incrementar el flujo de combustible al motor. Esto, junto con un incremento del diámetro de turbina, ayudaron a incrementar el empuje hasta las 33.000 lb (150 kN) de empuje, para alcanzar los requisitos del más grande Airbus A321-200. 

### Versiones de potencias rebajadas
Se han creado un buen número de versiones de potencia rebajada, incluyendo:
- El V2524-A5 de 10.670 kgf (105 kN) de empuje para el Airbus A319
- El V2527-A5 de 12.260 kgf (120kN) de empuje para el Airbus A320
- El V2528-D5 de 12.700 kgf (125 kN) de empuje para el McDonnell Douglas MD-90-30

### V2500Select
El 10 de octubre de 2005, IAE anunció el lanzamiento del V2500Select con la venta a IndiGo Airlines para motorizar a los cien aviones de la serie A320 adquiridos. En febrero de 2009, Pratt & Whitney actualizó el primer V2500-A5 para adecuarlo al estándar SelectOne; el motor era propiedad de US Airways y había estado en uso desde 1998.

## Especificaciones
| Variante  | Certificación           | Despegue Thrust                   | Peso                        | T/W  | BPR   | Comp.  | Aplicación     |
| --------- | ----------------------- | --------------------------------- | --------------------------- | ---- | ----- | ------ | -------------- |
| V2500-A1  | 1 de junio de 1988      | 110,31 kilonewtons (24 798,7 lbf) | 2404 kilogramos (5299,9 lb) | 4,68 | 5,4:1 | 35,8:1 | Airbus A320    |
| V2527E-A5 | 14 de agosto de 1995    | 110,31 kilonewtons (24 798,7 lbf) | 2404 kilogramos (5299,9 lb) | 4,50 | 4,8:1 | 32,8:1 | Airbus A320    |
| V2527-A5  | 21 de noviembre de 1992 | 108,89 kilonewtons (24 479,5 lbf) | 2404 kilogramos (5299,9 lb) | 4,44 | 4,8:1 | 32,8:1 | Airbus A320    |
| V2527M-A5 | 24 de mayo de 1999      | 133 kilonewtons (29 899,6 lbf)}   | 2404 kilogramos (5299,9 lb) | 5,43 | 4,8:1 | 32,8:1 | Airbus A320    |
| V2522-A5  | 10 de junio de 1996     | 102,48 kilonewtons (23 038,4 lbf) | 2404 kilogramos (5299,9 lb) | 4,18 | 4,9:1 | 32,8:1 | Airbus A319    |
| V2524-A5  | 10 de junio de 1996     | 102,48 kilonewtons (23 038,4 lbf) | 2404 kilogramos (5299,9 lb) | 4,18 | 4,9:1 | 32,8:1 | Airbus A319    |
| V2530-A5  | 29 de noviembre de 1992 | 140,56 kilonewtons (31 599,2 lbf) | 2404 kilogramos (5299,9 lb) | 5,73 | 4,6:1 | 35,2:1 | Airbus A321    |
| V2533-A5  | 14 de agosto de 1996    | 140,56 kilonewtons (31 599,2 lbf) | 2404 kilogramos (5299,9 lb) | 5,73 | 4,5:1 | 35,2:1 | Airbus A321    |
| V2531-E5  | 20 de junio de 2015     | 139,36 kilonewtons (31 329,4 lbf) | 2404 kilogramos (5299,9 lb) | 5,68 | 4,6:1 | 36,2:1 | Embraer KC-390 |
| V2525-D5  | 29 de noviembre de 1992 | 111,2 kilonewtons (24 998,8 lbf)  | 2595 kilogramos (5721,0 lb) | 4,20 | 4,8:1 | 34,5:1 | Boeing MD-90   |
| V2528-D5  | 29 de noviembre de 1992 | 124,55 kilonewtons (28 000 lbf)   | 2595 kilogramos (5721,0 lb) | 4,71 | 4,7:1 | 35,2:1 | Boeing MD-90   |